# Ammobates solitarius
Ammobates solitarius là một loài Hymenoptera trong họ Apidae. Loài này được Nurse mô tả khoa học năm 1904.